# École Calandreta
Les établissements scolaires Calandreta (en français : petite alouette) sont des écoles maternelles et primaires, des collèges et actuellement un lycée immersifs en langue occitane. La première école Calandreta a vu le jour à Pau (Pyrénées-Atlantiques) en 1979-1980. Le premier collège Calandreta ouvre ses portes en septembre 1997 à Grabels (Hérault) avant de déménager à Montpellier.

## Présentation

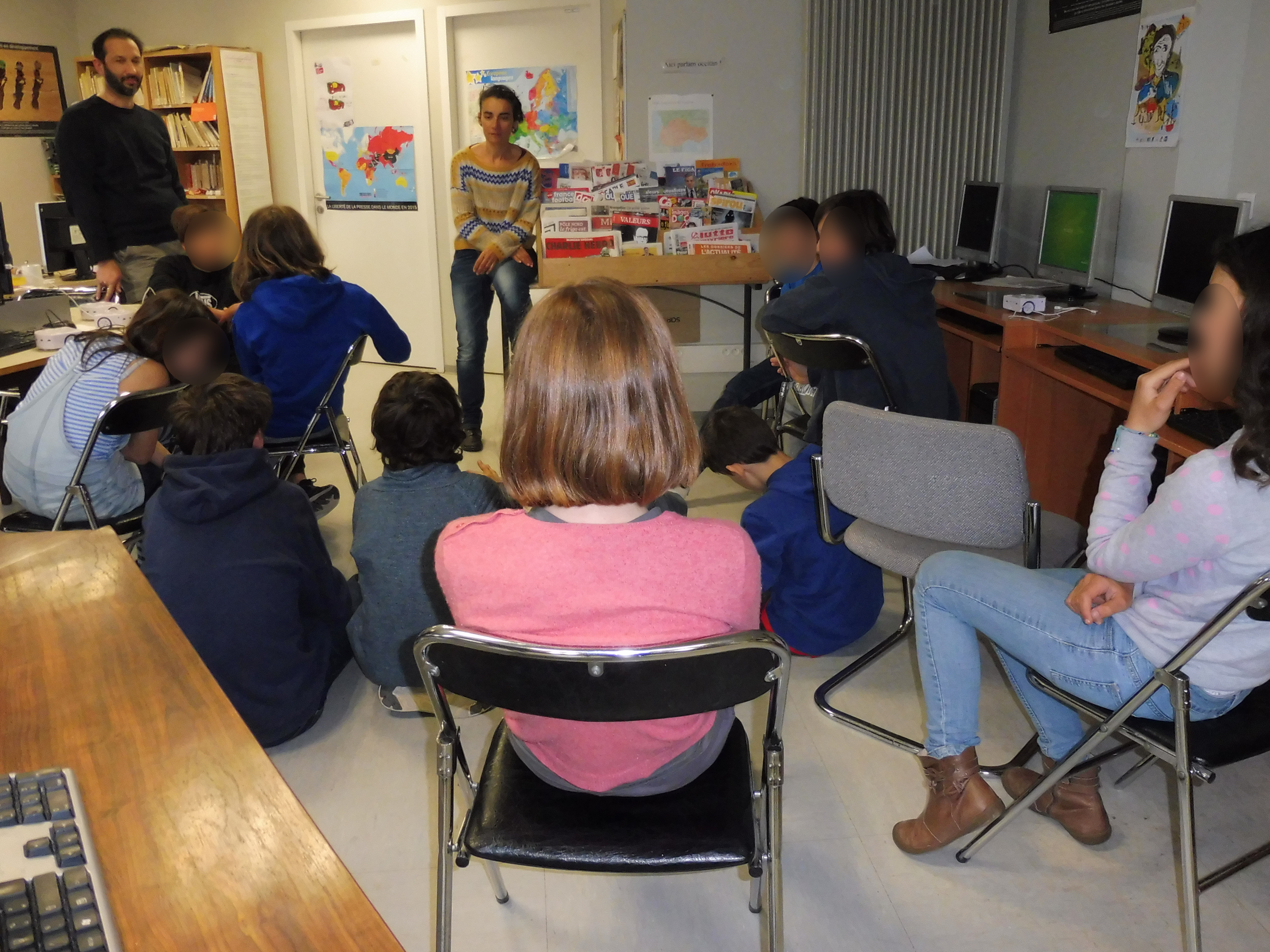
Un groupe de collégiens de 5e, après une séance de robotique au CDI, avec deux intervenants de l'INRIA.

Les Calandretas sont des établissements associatifs et laïques. La méthode pratiquée est celle de l'immersion linguistique précoce. L'enseignement dispensé suit les programmes de l'Éducation nationale. La pédagogie y est active, inspirée des techniques Freinet, pour accompagner l'enfant vers l'autonomie, le partage et la citoyenneté. Les enseignants suivent une formation en pédagogie institutionnelle et ont longtemps bénéficié des cours de René Laffitte. Aujourd'hui, fort de son expérience, le mouvement Calandreta considère qu'il a développé sa propre pédagogie.
Les écoles Calandreta sont l'équivalent occitan des Diwan pour le breton, Ikastola pour le basque, La Bressola pour le catalan, ABCM-Zweisprachigkeit en Alsace-Moselle, et Scola Corsa en Corse. Tous ces réseaux se retrouvent au sein de la structure Eskolim.
La Confédération Calandreta dispose d'un établissement d'enseignement supérieur occitan APRENE (basé à Béziers) où sont formés les professeurs d'écoles Calandreta,. APRENE (Apprendre, en occitan) est reconnu par l'Éducation nationale et affilié à l'ISLRF (Institut supérieur des langues de la République française (br))

## Discographie
- Les Fabulous Trobadors ont consacré une chanson aux Calandretas dans l'album Ma ville est le plus beau park sorti en 1995.
- Marcel Amont a consacré une chanson à Calandreta dans son album La Hesta en 1981.
- Jean Falissard a créé une nouvelle chanson intitulée Calandreta dans l'album Occitània sorti en 2001, produit par Claude François Junior.
- En 2008 sort le disque (CD) Viatge en lenga (« Je voyage en langue ») dont le projet actif travaille la pratique des diverses formes d'occitan à travers une quinzaine de chansons chantées par des Calandrons et des enfants de la filière bilingue. Direction artistique Joan Francés Tisnèr, Arr. Joan Francés Tisnèr et Romain Baudoin. Coédition Calandreta - Cap'Oc - Oc bi.